# Золотий півень (кінопремія)
«Золотий півень» (кит. трад. 金雞, спр. 金鸡, піньїнь: Jīn Jī, акад. цзінь цзі) — національна кінопремія Китайської Народної Республіки за досягнення в кінематографі.

## Історія і опис
Кінопремія «Золотий півень» заснована Китайською культурною асоціацією, Всекитайською асоціацією працівників літератури і мистецтва та Китайською кіноасоціацією в 1981 році (у рік Півня). На відміну від премії «Сто квітів», яку присуджують на підставі всенародного голосування, лауреатів цієї премії (близько 20 номінацій) визначає журі з найавторитетніших діячів китайського кіно. На її вручення запрошують найавторитетніших кінорежисерів, кінокритиків та кінопедагогів, які утворюють журі, яке вибирає найкращі фільми, найкращих режисерів і близько 20 інших номінацій.
У 1992 році церемонії вручення двох китайських кінопремій «Золотий півень» і «Сто квітів» були перейменовані в Китайський кінофестиваль, на якому вручають премії «Золотий півень» і «Сто квітів». З 2005 року вручення премій було розділене на дві частини: премія «Золотий півень» вручається у непарні роки, а «Сто квітів» — у парні.
Символом кінопремії є стилізоване скульптурне зображення золотого півня зі складеними крилами та піднятою вгору головою.
Спочатку премії присуджували лише кандидатам з материкового Китаю, але з 2005 року «Золоті півні» сталі доступними кінематографістам з Тайваню, Гонконгу та інших країн, ставши реальними конкурентами тайванської кінопремії «Золотий кінь».

Починаючи з 2007 року на нагороду можуть претендувати фільми за два попередні роки.

## Категорії
| Категорії                                    | Назва мовою оригіналу) |
| -------------------------------------------- | ---------------------- |
| Найкращий фільм                              | 最棒的电影             |
| Найкращий режисер                            | 最佳导演               |
| Найкраща чоловіча роль                       | 最佳男主角             |
| Найкраща жіноча роль                         | 最佳女主角             |
| Найкраща чоловіча роль другого плану         | 最佳男配角             |
| Найкраща жіноча роль другого плану           | 最佳女配角             |
| Найкращий сценарист                          | 最佳编剧               |
| Найкращий режисерський дебют                 | 最佳导演处女作         |
| Найкраща операторська робота                 | 最佳摄影               |
| Найкращий звукооператор                      | 最好的声音             |
| Найкращий голос                              | 最佳声音设计           |
| Найкращий художник-постановник (артдиректор) | 最好的艺术总监         |
| НайНайкраща музика до фільму                 | 最高点                 |
| Найкращий телевізійний фільм                 | 最好的电视电影         |
| Найкращий документальний фільм               | 最棒的纪录片           |
| Найкращий анімаційний фільм                  | 最佳美术片             |
| Нагорода за досягнення в кіномистецтві       | 终身成就奖                       |
| Додаткові спеціальні та почесні нагороди     |                        |